# Krieg der Götter
Krieg der Götter (Originaltitel: Immortals) ist ein US-amerikanischer Fantasy-Actionfilm aus dem Jahr 2011 des indischen Regisseurs Tarsem Singh. In den Hauptrollen spielen Henry Cavill und Mickey Rourke. Der Film verwendet Motive aus der griechischen Mythologie, besonders den Sagen um den Minotaurus, der Rückkehr der Herakliden, und der Titanomachie, bis auf die Verwendung bekannter Namen folgt die Handlung jedoch keiner erkennbaren Vorlage. Mit dem Namen des Helden wird  auf Theseus angespielt, ohne jedoch (bis auf die Tötung eines Menschen im Stierkostüm) inhaltliche Bezüge erkennen zu lassen. Premiere feierte der Film am 11. November 2011. Der Film hat – bei einem Budget von 80 bis 120 Millionen US-Dollar – weltweit ein Einspielergebnis von 226,9 Millionen US-Dollar erreicht.

## Handlung
Lange bevor die Erde von Menschen bewohnt wurde, führten die Unsterblichen Krieg im Himmel. Die Sieger nannten sich Götter, und die Besiegten, die Titanen, wurden auf ewig in einen Berg namens Tartaros gesperrt.
Im Jahre 1228 v. Chr. will Hyperion, der grausame und machthungrige König von Heraklion, sich an den Göttern rächen, die einst seine Gebete nicht erhörten und seine Familie an einer schweren Krankheit qualvoll sterben ließen. Mit seiner blutdürstigen Armee ist er deshalb auf der Suche nach dem sagenumwobenen Epeiros-Bogen, der einzigen Waffe, mit der man die seit Äonen verbannten Titanen befreien kann. Diese, so plant Hyperion, würden sich an den Göttern rächen und so seine Rache für ihn vollziehen.
Die Götter kennen Hyperions Vorhaben, doch darf sich eine Gottheit einem alten Gesetz zufolge nicht in das Schicksal der Menschen einmischen. So wählt der Göttervater Zeus den sterblichen Krieger Theseus aus, der das Volk der Hellenen gegen Hyperion in die Schlacht führen soll, und lehrt und erzieht ihn unerkannt in der Gestalt eines alten Mannes.
Da Hyperion inzwischen lange Zeit vergeblich nach dem Epeiros-Bogen gesucht hat, lässt er seine Männer die vier Sibyllen des Orakels gefangen nehmen, die ihm den Weg zu der verschollenen Waffe zeigen sollen. Als das Dorf von Theseus vor dem herannahenden Heer Hyperions gewarnt wird, machen sich die Bewohner auf den Weg zur Stadt der Hellenen am Berg Tartaros. Die Bauern und andere von niederem Stand dürfen jedoch erst einen Tag später aus dem Dorf fliehen und werden schutzlos zurückgelassen, so auch der vermeintliche Bastard Theseus und seine Mutter Aithra. Der Verräter Lysander, ein von der hellenischen Armee ausgestoßener Soldat, läuft zu Hyperion über und bringt ihn aus Rache dazu, das Dorf von Theseus anzugreifen. Hyperion nimmt den Verräter in seine Dienste, lässt ihn jedoch für seinen Verrat kastrieren.
Als Hyperions Männer tags darauf im Dorf eintreffen und alle Verbliebenen niedermetzeln oder versklaven, wird Theseus gefangen genommen und muss mitansehen, wie Hyperion seine Mutter tötet. Zunächst muss Theseus als Sklave arbeiten und trifft in einer Oase auf Phaedra, diejenige der vier Sibyllen des Orakels, die durch ihre Visionen die Zukunft erkennen kann. Sie sieht Theseus in einer Vision und organisiert daraufhin ihre Flucht. In der Nacht tötet sie mit ihren Schwestern die Wachen und flieht mit Theseus und einigen weiteren Sklaven. Um Hyperion nachzureisen, überfallen sie eines seiner Boote, werden dort jedoch von einer Übermacht an Kriegern bedrängt. Der Meeresgott Poseidon, der vom Olymp aus alles beobachtet hat, stürzt sich daraufhin ins Meer, und die entstehende Flutwelle tötet Hyperions Krieger.
In einer weiteren Vision sieht Phaedra Theseus neben einem eingehüllten Körper stehen. Daher überredet sie ihn, nach Hause zurückzukehren und seine Mutter zu bestatten. In der Gruft hinter einem Labyrinth, in die er seine Mutter legt, findet er, in einen Felsen eingeschlossen, den Epeiros-Bogen. Er wird jedoch von der Minotaurus-Bestie angegriffen, die Hyperion zurückgeschickt hatte. Er kann die Bestie töten, entkommt aus dem Labyrinth und nutzt den Bogen, um die Soldaten zu töten, die inzwischen seine Gefährten eingekreist haben.
Inzwischen hat Hyperion die drei verbliebenen Schwestern des Orakels gefoltert und herausgefunden, dass die Titanen im Berg Tartaros gefangen gehalten werden. Mit dem Großteil seiner Armee macht er sich auf den Weg. Phaedra, die sich in Theseus verliebt hat und schließlich ihre Unschuld an ihn verliert, obwohl sie dadurch ihre Gabe der Vorhersehung einbüßt, überredet ihn, sie zurück zu ihrem Tempel zu führen und ihre Schwestern zu retten. Dort geraten sie jedoch in einen Hinterhalt von Hyperions Männern. Theseus verliert den Epeiros-Bogen und die Lage scheint aussichtslos, als der Gott Apollo auftaucht und Hyperions Männer tötet. Auch die Göttin Athena zeigt sich und stellt Theseus Pferde zur Verfügung, um den Bogen zurückzuholen. Da erscheint Zeus und tötet Apollo dafür, dass er sich nicht an das Verbot gehalten hat, den Menschen zu helfen. Er schickt Theseus auf den Weg und kündigt an, dass er ab jetzt keine Hilfe mehr von den Göttern erhalten werde.
Der Epeiros-Bogen ist mittlerweile zu Hyperion gebracht worden, der mit seiner Armee kurz vor der Stadt der Hellenen steht. Diese wird von einer gewaltigen Mauer geschützt, die an den Berg Tartaros grenzt. Theseus trifft mit seinen Gefährten kurz vor Hyperion dort ein und versucht, den hellenischen König Kassander zum Kampf zu überreden, doch der glaubt an eine diplomatische Lösung. Hyperion jedoch sprengt mit dem Epeiros-Bogen ein Loch in das Stadttor und schickt seine Männer hindurch. Er selbst tötet Kassander, dringt im Schlachtgetümmel in den Berg ein bis zum Gefängnis der Titanen. Theseus, der die Hellenen gegen Hyperions Armee anführt, erkennt den Plan und folgt Hyperion zusammen mit Stravros, seinem Weggefährten. Doch sie können nicht verhindern, dass das Gefängnis der Titanen mit dem Bogen aufgesprengt wird. Noch benommen von der Explosion, greift Stavros den Bogen und kann einen der Titanen töten, doch die anderen stürzen sich auf ihn und zerfetzen ihn. Da die Titanen nun befreit sind, dürfen auch die Götter eingreifen. So erscheint Zeus zusammen mit Poseidon, Athena, Ares und Herakles, um im Inneren des Berges gegen die Titanen zu kämpfen. Mit Apollos Kriegshammer zerstört Zeus den Epeiros-Bogen. Die Götter sind den Titanen zwar kämpferisch überlegen, doch angesichts der Überzahl fallen Ares und Herakles, und auch Athena wird schwer verwundet. Als schließlich auch Poseidon zu unterliegen droht, lässt Zeus das Gewölbe und damit den gesamten Berg einstürzen. Im letzten Moment verschwinden Zeus und Poseidon mit Athenas leblosem Körper. Zur gleichen Zeit kann Theseus den geflüchteten Hyperion stellen und ihn, obwohl selbst schwer verwundet, töten. Kurz bevor er von den herabstürzenden Gesteinsmassen begraben wird, verschwindet auch Theseus in einem Lichtstrahl im Himmel.
Einige Jahre später: Phaedra hat Theseus’ Sohn Akamas geboren, der die Gabe seiner Mutter geerbt hat und in die Zukunft sehen kann. Zeus, nun wieder in der sterblichen Gestalt des alten Mannes, besucht ihn und erklärt ihm, dass sein Vater durch seine Heldentaten ein Gott geworden sei und im Himmel gegen das Böse kämpfe, so wie er, Akamas, dies auch einst tun werde. In einer Vision sieht Akamas, wie Götter und Titanen am Himmel miteinander kämpfen, darunter Theseus, sein Vater.

## Synchronsprecher
Die Synchronsprecher für die deutsche Fassung:
| - Theseus: Nicolas Böll - König Hyperion: Reiner Schöne - Zeus: Jacques Breuer - Zeus als alter Mann: Jürgen Thormann - Phaedra: Anna Grisebach - Athena: Luisa Wietzorek - Poseidon: Tobias Meister | - Stavros: Florian Halm - Lysander: Ozan Ünal - Helios: Peter Flechtner - Neuer Priester: Lothar Blumhagen - Archon: Eckart Schönbeck - Cassander: Christian Rode - Dareios: Torsten Michaelis |

## Kritiken
Der Film stieß auf wechselhafte Kritiken; er erhielt eine Wertung von 49 % bei 138 Kritiken auf der Webseite Rotten Tomatoes und 46/100 basierend auf 23 Kritiken auf der Webseite Metacritic. Beim Publikum kam er mit einer Wertung von 49 % auf Rotten Tomatoes und 5,8/10 Punkten auf Metacritic nur unwesentlich besser an.

„Dass es Regisseur Tarsem Singh mit der griechischen Mythologie nicht allzu genau nimmt, ist angesichts der visuellen Kraft von ‚Krieg der Götter‘ halb so schlimm. Wie bereits in seinen beiden Vorgängerfilmen ‚The Cell‘ und ‚The Fall‘ präsentiert der indischstämmige Filmemacher einen phasenweise atemberaubenden Mix aus stylischer Inszenierung und phantastisch anmutendem Setdesign, der eine ganz eigene Filmrealität schafft. […] Angesichts solch visueller Opulenz bleibt das Zwischenmenschliche leider auf der Strecke. […] Wenn Zeus & Co. in an ‚300‘ erinnernden Zeitlupengefechten das Kriegsbeil schwingen, präsentiert Regisseur Singh hochglanzstilisierte Splatterkost, die vor allem in 3D sensationell spektakulär wirkt. Hier wäre ausnahmsweise mal mehr mehr gewesen.“

„Weil die Darsteller wie angedeutet kaum ausgearbeitete Charakterzüge besitzen, sondern vielmehr überlebensgroße Ikonen verkörpern, ist in ‚Krieg der Götter 3D‘ weniger schauspielerisches Talent als schiere Leinwandpräsenz gefragt […] Fazit: Tarsem Singhs opulent-blutiger Bilderbogen begeistert durch bedingungslosen Stilwillen, aber seine Figuren lassen einen merkwürdig kalt.“

„Monumentalfilm um Figuren und Motive der griechischen Mythologie, dessen Dramaturgie und Figurenentwicklung nur wenig überzeugen; immerhin macht er diese Schwächen durch grandiose Bildwelten wett, wobei er die Antike als eklektizistische, suggestive Fantasie verlebendigt. Die einen Teil der Farben ‚schluckende‘ 3D-Projektion erweist sich mehr als Schaden denn als Nutzen.“